# Sarcophaga ruficornis
Sarcophaga ruficornis är en tvåvingeart som först beskrevs av Johan Christian Fabricius 1794.  Sarcophaga ruficornis ingår i släktet Sarcophaga och familjen köttflugor.